# Maigrets Nacht an der Kreuzung
Maigrets Nacht an der Kreuzung (französisch: La Nuit du carrefour) ist ein Kriminalroman des belgischen Schriftstellers Georges Simenon. Er gehört zur ersten Staffel von 19 Romanen der insgesamt 75 Romane und 28 Erzählungen umfassenden Reihe um den Kriminalkommissar Maigret. Der Roman entstand im April 1931 im Château de la Minaudiere bei La Ferté-Alais und erschien im Juni desselben Jahres beim Verlag Fayard. Die erste deutsche Übersetzung Maigret und der Mann von Welt von Hansjürgen Wille und Barbara Klau veröffentlichte Kiepenheuer & Witsch im Jahr 1965. 1983 brachte der Diogenes Verlag eine Neuübersetzung von Annerose Melter unter dem Titel Maigrets Nacht an der Kreuzung heraus. Denselben Titel trägt auch die überarbeitete Neuausgabe des Kampa Verlags aus dem Jahr 2018.
An der Kreuzung der Drei Witwen in der französischen Provinz der Île-de-France stehen lediglich drei Gebäude: zwei Wohnhäuser und eine Tankstelle. Als eines Morgens die Autos der beiden Anwohner ihre Garagen getauscht haben, könnte man an einen Streich glauben, wenn nicht am Steuer eines Wagens ein ermordeter Diamantenhändler aufgefunden würde. Alle Spuren weisen auf einen mysteriösen Ausländer aus Dänemark, doch sein Verhör bleibt ergebnislos. So begibt sich Kommissar Maigret persönlich an den Tatort und verbringt die Nacht an der Kreuzung.

## Inhalt

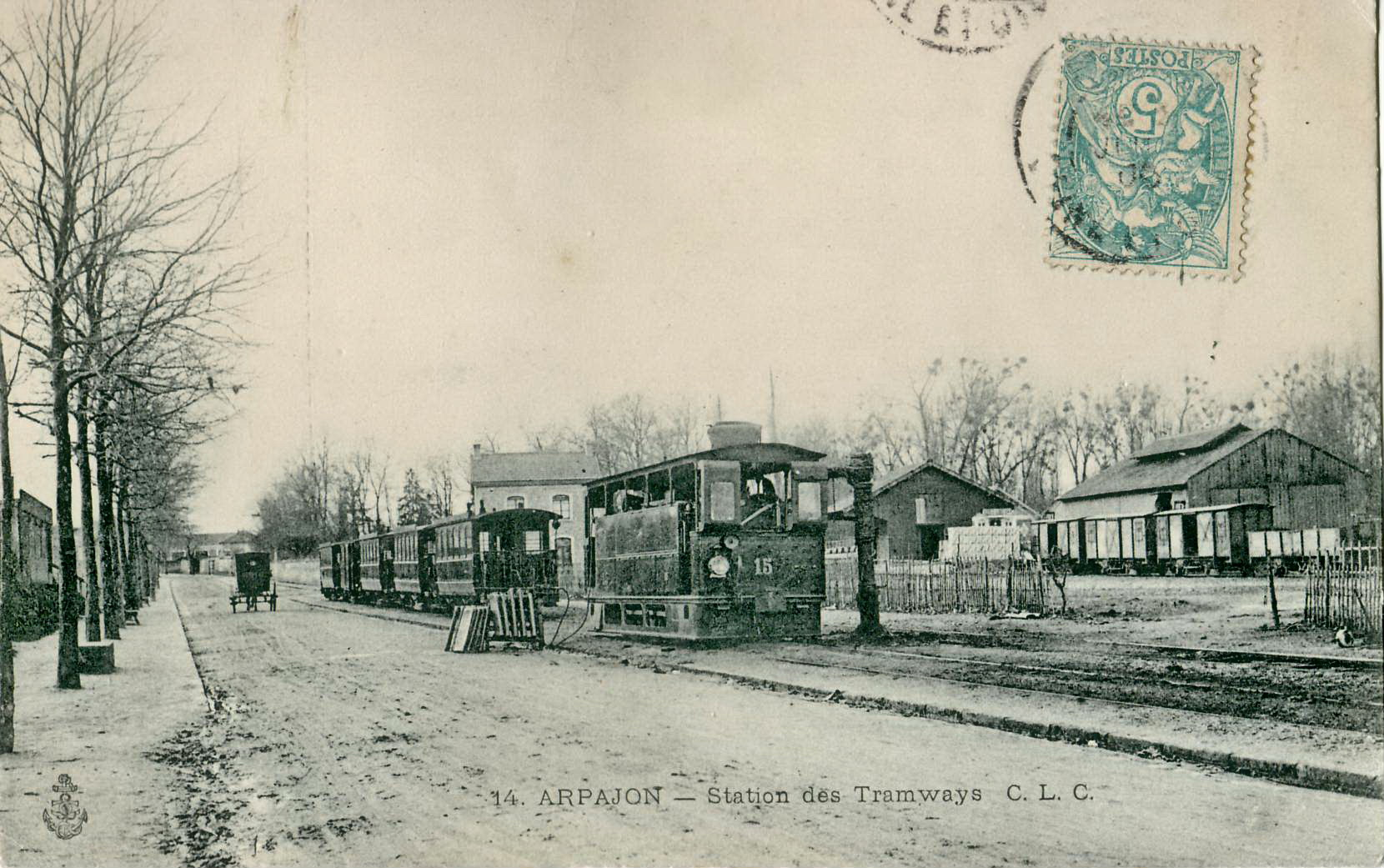
Bahnhof von Arpajon zu Beginn des 20. Jahrhunderts

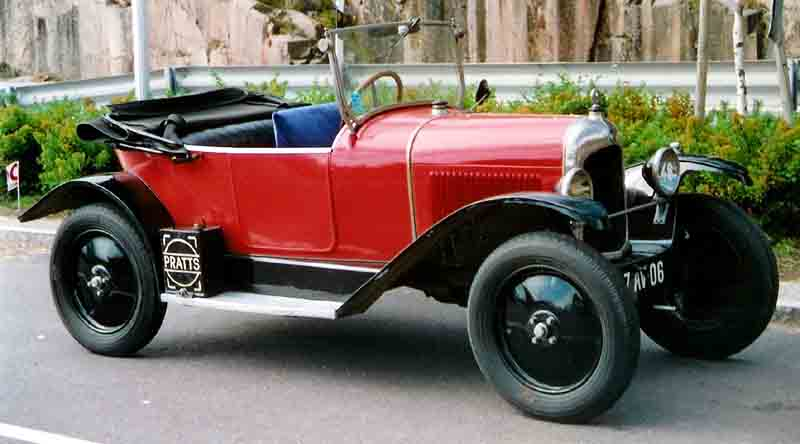
Citroën 5 CV aus den 1920er Jahren

Die Kreuzung der Drei Witwen liegt an der Route nationale von Paris nach Étampes zwischen Arpajon und Avrainville. Lediglich drei Gebäude befinden sich an der Kreuzung: die Tankstelle mit angeschlossener Werkstatt von Monsieur Oscar, einem vorbestraften, ehemaligen Boxer, die schmucklose Villa des Versicherungsvertreters Emile Michonnet und seiner Frau, sowie ein altes, inzwischen heruntergekommenes Landhaus, das vom Dänen Carl Andersen und seiner Schwester Else bewohnt wird, die sich vor drei Jahren in Frankreich niederließen und seitdem zurückgezogen von den kargen Honoraren für Entwürfe von Polsterbezügen leben.
In einer Nacht Mitte April geschieht an der Kreuzung Seltsames: Der alte Citroën 5 CV der Andersens und die Limousine der Michonnets werden in ihren Garagen ausgetauscht. Am Steuer von Michonnets Wagen sitzt der erschossene Diamantenhändler Isaac Goldberg aus Antwerpen. Nach der Anzeige Michonnets gerät zwangsläufig Andersen unter Mordverdacht. Doch auch nach einem 17-stündigen Verhör am Quai des Orfèvres, bei dem sich Kommissar Maigret und Inspektor Lucas abwechseln, ist aus dem Dänen nichts herauszubekommen, und Maigret muss sich eingestehen, dass er es mit einem Mann von Welt zu tun hat.
Maigret nimmt den Tatort in Augenschein, wo er die Michonnets trifft, zwei biedere Kleinbürger, sowie den leutseligen Monsieur Oscar, der ihn immer wieder vergeblich auf einen Drink einzuladen versucht. Und Maigret trifft die geheimnisvolle Else, die er nicht einzuordnen weiß: Ist sie das unschuldige Mädchen, das sie vorgibt zu sein, ein verruchter Vamp oder bloß eine abgebrühte Schauspielerin? Ihr Bruder Carl schließt sie jede Nacht in ihrem Zimmer ein, angeblich, weil sie sich vor Fremden fürchtet. Doch Maigret entdeckt in ihrem Zimmer ein Geheimfach, in dem sich ein Nachschlüssel, eine Pistole und ein Fläschchen Veronal befinden. Als die angereiste Ehefrau des Ermordeten, kaum dem Wagen entstiegen, mit einem Gewehrschuss ermordet wird, deuten seine dreckigen Stiefel abermals auf Andersen als Täter. Zudem hat er scheinbar die Gelegenheit einer dienstlichen Fahrt nach Paris genützt, um sich über die belgische Grenze abzusetzen.
Am Abend fährt Monsieur Oscar samt Gattin demonstrativ nach Paris, wo ihn Maigret beschatten lässt, und Michonnet zeigt sich dem Kommissar gichtkrank am Fenster seiner Villa, in dem seine erleuchtete Silhouette die ganze Nacht hindurch sichtbar bleibt. Trotz der Alibis der beiden Männer wird in der Nacht abermals geschossen. Dieses Mal ist der zurückgekehrte Andersen das Opfer und wird durch zwei Kugeln schwer verletzt. Die erste will er sich bei seiner morgendlichen Fahrt zugezogen haben, auf der er entführt worden sei, die zweite war bei der Heimkehr in seinem eigenen Garten abgefeuert worden. Auch an der Tankstelle kommt es zu einem Schusswechsel, nachdem Maigret aufdeckt, dass dort in großem Stil Hehlerei mit gestohlenen Waren betrieben wird, die an tankende Lastwagen verteilt werden. Als nächtliches Signal, ob die Wagen zur Übergabe des Diebesguts halten oder wegen Gefahr im Verzug durchfahren sollen, dient ausgerechnet das erleuchtete Fenster des Versicherungsvertreters, und dieses Mal ist es Maigret selbst, der auf dessen vermeintliche Silhouette schießt und damit entlarvt, dass es sich lediglich um die Umrisse eines Lappens handelt, der über einen Stock gespannt ist. Der echte Michonnet hält sich in Andersens Brunnen versteckt, bis es zwischen ihm und Else zu einem lautstarken Handgemenge kommt, bei dem sich abermals Schüsse lösen.
Als schließlich die Polizei den observierten Monsieur Oscar und seinen Begleiter, einen Italiener namens Guido Ferrari, festnehmen kann, sind alle Verdächtigen versammelt, und Maigret klärt den Fall auf: Andersen heißt in Wahrheit nicht Andersen, sondern ist der Spross einer reichen aristokratischen Familie aus Dänemark. Seine angebliche Schwester Else ist eine Deutsche namens Bertha Krull, gegen die als Komplizin eines dänischen Einbrechers ein Haftbefehl besteht. Auf der Flucht vor der dänischen Polizei lief sie „Andersen“ in die Arme, der sie, zwischen Liebe und protestantischem Bekehrungswillen schwankend, auf dem Anwesen seiner Familie versteckte. Als diese intervenierte, setzte er sich mit seiner Geliebten nach Frankreich ab, um sie dort zu heiraten. Doch an der Kreuzung der Drei Witwen wurde Bertha der eifersüchtigen Überwachung ihres Gatten und seiner religiösen Bekehrungsversuche bald überdrüssig und fühlte sich vielmehr von Monsieur Oscar und dem ihr angestammtem Milieu der Halbwelt angezogen. Hinter dem Rücken Andersens, den sie regelmäßig mit Schlafmitteln außer Gefecht setzte, wurde sie nicht nur zu Oscars Geliebten und Komplizin, sondern verführte auch Michonnet, um ihn für die Hehlerbande gefügig zu machen.
Der Diamantenhändler Isaac Goldberg war seinerseits ein Hehler von gestohlenem Schmuck. Um solche heiße Ware abzusetzen, ließ er sich von Bertha anlocken, wurde beraubt und vom Profikiller Ferrari erschossen, der später auch seine Frau als mögliche Mitwisserin umbrachte. Statt Goldbergs Leiche einfach verschwinden zu lassen, wollte Bertha die Gelegenheit nutzen, sich ihres besitzergreifenden Ehemannes Carl zu entledigen, auf den der Verdacht durch den Austausch der Wagen fallen sollte. Doch Kommissar Maigret ließ sich trotz aller ausgelegter Spuren nicht auf die falsche Fährte locken, so dass sich die Bande gezwungen sah, den Dänen aus dem Weg zu räumen, was zuerst Ferrari mit der Entführung, anschließend Michonnet mit dem Mordanschlag in Andersens Garten versuchten. Am Ende werden die Verbrecher ihrer gerechten Strafe zugeführt. Den Berufskiller Ferrari erwartet die Todesstrafe, die anderen sitzen langjährige Haftstrafen ab, während die Angehörigen auf ihre Entlassung warten. Und noch einer wartet auf die Entlassung seiner Ehefrau: der wiedergenesene Carl Andersen, der seine „Else“ noch immer liebt.

## Interpretation
Bereits der Titel Maigrets Nacht an der Kreuzung gibt für Peter Foord die Stimmung zwischen Spannung und Angst vor, die den Roman beherrscht und insbesondere auf dem Gegensatz von Hell und Dunkel beruht. Tim Morris spricht dem Roman eine englische Atmosphäre zu. Die actionreiche Handlung, in der die Kugeln nur so durch die Dunkelheit pfeifen, sei ungewöhnlich für Simenons Werk. Sogar Kommissar Maigret lasse mittels Schusswaffengebrauch den Sam Spade in sich heraus und fessle am Ende einen Gangster mit Elektrokabeln ans Bett. Der erste Satz des Romans – „Als Maigret seinen Stuhl zurückschob und sich mit einem erschöpften Seufzer vom Schreibtisch erhob, waren genau siebzehn Stunden vergangen, seit das Verhör von Carl Andersen begonnen hatte.“ – ist für Fenton Bresler ein typischer Einstieg in die Romane Simenons. Durch eine zwar sachliche und nüchterne, aber dennoch „konzentrierte, kraftvolle Darstellung“ wird der Leser unmittelbar in die Handlung versetzt.
Drei Gruppen von Menschen ganz unterschiedlicher Herkunft treffen laut Peter Foord an der isolierten Kreuzung mitten im französischen Nirgendwo aufeinander: der joviale, selbstbewusste Ex-Boxer Oscar, der pingelige und unleidige Versicherungsvertreter Michonnet samt Gattin und der friedfertige, aristokratische Carl Andersen mit seiner ebenso schönen wie geheimnisvollen Schwester Else, die schon bald das Interesse des Kommissars auf sich zieht, mit dem sie sich auf ein psychologisches Duell einlässt. Die enge Beziehung Maigrets zu einer weiblichen Hauptfigur findet sich auch in anderen Romanen der Reihe wieder, so in Maigret und das Dienstmädchen, Maigret verliert eine Verehrerin oder Maigret und die junge Tote. Für Tim Morris steht nicht die Verbrecherbande im Mittelpunkt des Romans, insbesondere nicht der italienische Mörder, der kaum überhaupt Erwähnung findet, sondern jene Person, der die Morde untergeschoben werden sollen: der Däne Andersen. Er will im französischen Exil mit seiner Else ein Leben nach religiösen Idealen führen, lässt sich jedoch unglücklicherweise in der direkten Nachbarschaft von Gangstern nieder, wonach er eher dem Vorbild Hiobs folgt als jenem Abrahams.
Für Tilman Spreckelsen dreht sich der Roman hingegen vor allem um „Autos, die gestohlen, beschädigt, beschossen, repariert werden, die in jeder Hinsicht Fassade sind und erst zerstört werden müssen, damit das wahre Ausmaß des Verbrechens deutlich wird.“ Auch Roddy Campbell sieht in den Automobilen, die beinahe in jedem Kapitel eine zentrale Rolle spielen, das Leitmotiv des Romans: von den ausgetauschten Wagen zu Beginn, dem Ermordeten im Fahrersitz, der Entführung im Pkw, den schmuggelnden Lieferwagen, dem Drive-by-Shooting auf Maigret bis zur Grünen Minna beim Abtransport der Bande. Der Tankstellenbesitzer Oscar ist es, der ausspricht: „Was mich an dieser Geschichte begeistert, ist die Sache mit den Autos. Denn im Grunde geht es nur darum…“ Nur einen Moment lang ist von dem fließenden Verkehr an der Kreuzung nichts mehr zu spüren: als Maigret in den erotischen Bann von Else geschlagen wird. Es scheint beinahe so, als sei ihr klaustrophobisches Haus vollständig der Welt entrückt. Campbell spekuliert, ob Simenon den sozialgeschichtlichen Wandel einer Welt habe zeigen wollen, die noch in der ursprünglichen Natur verhaftet ist, doch mehr und mehr von der Motorisierung bestimmt wird.
Thomas Narcejac betont die Fiktionalität des Romans, der wenig mit einem realistischen Kriminalfall zu tun habe. So halte sich etwa der Pariser Kommissar Maigret an der Kreuzung der Drei Witwen außerhalb seines Zuständigkeitsbereiches auf, gehe bei der Ermittlung nachlässig und willkürlich vor und überschreite fortwährend seine Kompetenzen. Fenton Bresler zeigt sich verwundert, dass den ganzen Roman hindurch von Spuren und Indizien wie Blutflecken, Fingerabdrücken und ballistischen Untersuchungen in keiner Weise die Rede ist, obwohl die Frage nach dem Tatort doch eminent wichtig für die Auflösung des Falles wäre. Simenon kommentierte solche Unterlassungen lediglich mit der Bemerkung, dass die in den Fall involvierten Personen und ihre Beziehungen zueinander ihn weitaus stärker interessiert hätten. So liegt für den geübten Simenon-Leser auch ein verräterisches Indiz darin, dass der dem Konsum alkoholischer Getränke sonst stets zugeneigte Kommissar mit Monsieur Oscar, trotz dessen hartnäckiger Einladungen, nicht trinken will. Typisch ist Maigrets Verhalten dann wieder, als er die verlassene Wohnung der Michonnets durchsucht, dabei auf eine halbvolle Karaffe Weißwein stößt und diese ganz selbstverständlich austrinkt.

## Hintergrund
Maigrets Nacht an der Kreuzung entstand im unmittelbaren Anschluss an eine wichtige Weichenstellung in Georges Simenons Karriere. Ende Februar 1931 erschienen seine ersten Maigret-Romane Maigret und der verstorbene Monsieur Gallet sowie Maigret und der Gehängte von Saint-Pholien. Sie waren zugleich die ersten Werke, die Simenon nach Jahren als Autor von Trivialliteratur nicht unter Pseudonym veröffentlichte. Die folgenden Monate verbrachte der Schriftsteller in Guigneville-sur-Essonne nahe La Ferté-Alais und schrieb an weiteren Romanen der Reihe, unter anderem im April an Maigrets Nacht an der Kreuzung, dessen Handlung in der unmittelbaren Nähe angesiedelt ist. Die Kreuzung der Drei Witwen lässt sich als Kreuzung der Nationalstraße 20, die durch Arpajon führt, mit der Abzweigung nach Avrainville, der D26, verorten. Die Lokalität lag keine 10 Meilen von Simenons damaligem Aufenthaltsort entfernt.
Seine Bekanntheit verdankt der Roman nicht zuletzt der Verfilmung von Jean Renoir aus dem Jahr 1932. Simenon erinnerte sich noch Jahrzehnte später an die Szene, wie Renoir, der im Sommer 1931 den ganzen Weg nach Ouistreham gefahren war, um den dort vor Anker liegenden Schriftsteller aufzufinden, seinem luxuriösen Bugatti mit breitem Lächeln entstieg und eine Ausgabe des frisch erschienenen Romans in der Hand hielt, der ihn begeistert hatte. Renoir und Simenon entwickelten in Zusammenarbeit das Drehbuch des Films. Bei der Umsetzung waren sie besonders an der poetischen Dimension des Stoffes, der Atmosphäre und dem Schauplatz interessiert. Die Rolle des Maigret übernahm Pierre Renoir, der Bruder des Regisseurs. Erst bei der Probevorführung des Films stellte sich heraus, dass ein Teil des Drehbuchs fehlte, und der fertige Film logisch nur schwer nachvollziehbar war. Über den Grund gab es im Nachhinein unterschiedliche Aussagen der Beteiligten, die von verlorenen Filmspulen, finanziellen Engpässen bis zu persönlichen Problemen Renoirs während der Dreharbeiten reichten. Trotz ihrer poetischen Dimension, erwies sich die veröffentlichte Fassung weder bei der zeitgenössischen Kritik noch beim Publikum als erfolgreich. Simenon allerdings betrachtete Renoirs Werk stets als gelungenste Maigret-Verfilmung, und Autor und Regisseur blieben auch nach der gemeinsamen Arbeit befreundet.

## Rezeption
Die frühen Maigret-Romane wurden unmittelbar nach ihrer Veröffentlichung ein großer Erfolg bei Kritik und Publikum; schon bald folgten die ersten Übersetzungen. In einer zeitgenössischen Besprechung der englischen Übersetzung kam die Saturday Review im Februar 1933 noch zum Urteil: „Die Story ist besser als der Detektiv“. Mehr als ein Dreivierteljahrhundert später hatte es der „dickleibige Kommissar, der sich von Bier, dick abgeschnittenem Brot, Schinken und Zigaretten ernährt“, Klaus N. Frick dagegen sehr angetan. Der Roman sei „superspannend“, lebe von glaubhaften Charakteren und dem „Charme der alten Technik“. Frank Böhmert kommentierte Maigrets Nacht an der Kreuzung: „Knapp, klar, wahrhaftig“, und er freute sich darüber, wie „Simenon, der alte Schlawiner, seinen Herrn Kommissar zwar stets treu und bieder sein lässt, ihm aber trotzdem einen sehr genauen und genießerischen Blick auf fremde Damen zuschreibt.“
Die Romanvorlage wurde insgesamt siebenmal verfilmt. Der Verfilmung von Jean Renoir mit seinem Bruder aus dem Jahr 1932 schlossen sich TV-Folgen im Rahmen der Maigret-Serien Quatuor mit Henri Norbert (Kanada, 1956), Maigret mit Rupert Davies (Großbritannien, 1962), Les Enquêtes du commissaire Maigret mit Jean Richard (Frankreich, 1969 und 1983), Maigret mit Bruno Cremer (Frankreich, 1992) sowie Rowan Atkinson (Großbritannien, 2017) an. Im Jahr 2003 produzierten SFB-ORB, MDR und SWR ein Hörspiel in der Bearbeitung von Susanne Feldmann und Judith Kuckart unter dem Titel Maigret und die Nacht an der Kreuzung. Es sprachen unter anderem Christian Berkel und Friedhelm Ptok. Im Jahr 2018 las Walter Kreye für den Audio Verlag eine Hörbuchfassung ein.

## Ausgaben
- Georges Simenon: La Nuit du carrefour. Fayard, Paris 1931 (Erstausgabe).
- Georges Simenon: Maigret und der Mann von Welt. Übersetzung: Hansjürgen Wille, Barbara Klau. Kiepenheuer & Witsch, Köln 1965.
- Georges Simenon: Maigret und der Mann von Welt. Übersetzung: Hansjürgen Wille, Barbara Klau. Heyne, München 1973.
- Georges Simenon: Maigrets Nacht an der Kreuzung. Übersetzung: Annerose Melter. Diogenes, Zürich 1983, ISBN 3-257-21050-7.
- Georges Simenon: Maigrets Nacht an der Kreuzung. Sämtliche Maigret-Romane in 75 Bänden, Band 7. Übersetzung: Annerose Melter. Diogenes, Zürich 2008, ISBN 978-3-257-23807-5.
- Georges Simenon: Maigrets Nacht an der Kreuzung. Übersetzung: Hansjürgen Wille, Barbara Klau, Bärbel Brands. Kampa, Zürich 2018, ISBN 978-3-311-13007-9.